# Mikołaj Krzysztof Chalecki
Mikołaj Krzysztof Chalecki herbu Chalecki (ur. ok. 1589, zm. 7 kwietnia 1653), wojewoda nowogródzki od 1650, miecznik wielki litewski od 1615, starosta olkienicki, lejpuński i olicki. 

## Życiorys
Syn podskarbiego wielkiego litewskiego Dymitra i Reginy z Dybowskich. 
Rozpocząwszy studia na Akademii Wileńskiej, udał się na dwunastoletnie studia i podróże zagraniczne. Uczęszczał do uniwersytetów w Leuven i Paryżu. W stolicy Francji w 1606 opublikował pierwsze swoje dzieło własne - panegiryk na cześć Jana Zamoyskiego. Na wojnę polsko-szwedzką 1617-1618 wystawił własną chorągiew. Wziął udział w wojnie polsko-rosyjskiej 1609-1618. W Olkienikach utrzymywał kuźnię i puszkarnię, dostarczającą materiałów wojennych armii litewskiej. Poseł nieznanego sejmiku litewskiego na sejm nadzwyczajny 1626 roku. Był elektorem Władysława IV Wazy z województwa trockiego w 1632 roku. Osiemnaście razy był posłem na sejm. Zmarł bezpotomnie.

## Dzieła
Był autorem wielu traktatów i rozpraw naukowych. Wydał m.in.: 
- Alegorie (1618)
- Binarius Chalecianus sive duo manipuli liliorum (1642)
- Mikołaj Krzysztof z Chalca Chalecki, Kompendium retoryczne, wstęp i oprac. Jarosław Nowaszczuk i Marek Skwara, przeł. Jarosław Nowaszczuk, Szczecin: Wydawnictwo Naukowe Uniwersytetu Szczecińskiego 2009.